# Kasteel Vieil Escaut

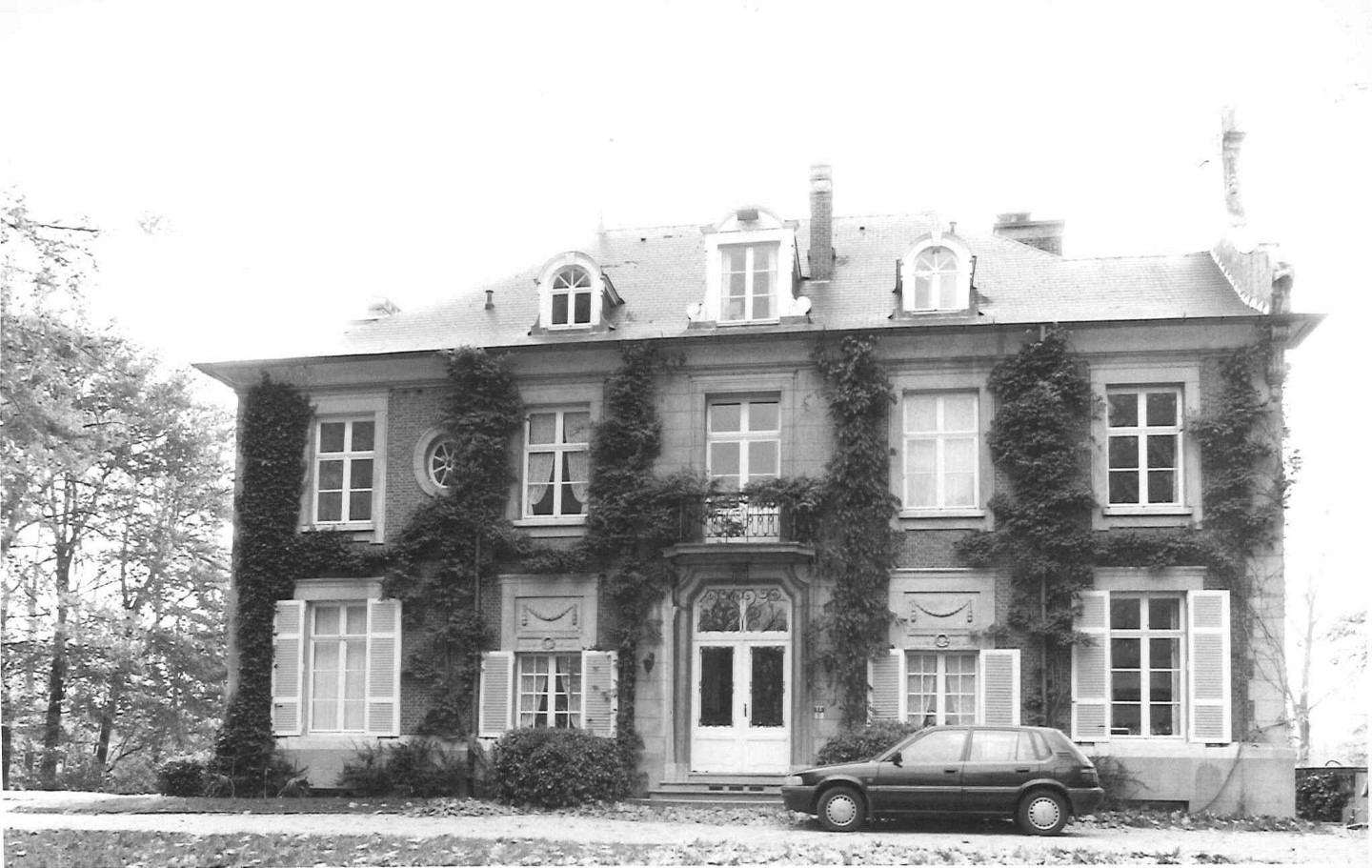
Kasteel Vieil Escaut

Het Kasteel Vieil Escout (ook: Kasteel ter Schelde) is een kasteel in de tot de Oost-Vlaamse gemeente Destelbergen behorende plaats Heusden, gelegen aan Bommelsrede 10-12.
Het kasteel ligt aan een meander van de Schelde die al in de 18e eeuw was afgesneden. Het werd gebouwd omstreeks 1910 in opdracht van de familie de Sejournet de Rameignies. Het huis werd gebouwd in neo-Lodewijk XVI-stijl. Het is een huis onder laag schilddak met een bordes aan de achtergevel.